# Promyllantor atlanticus
Promyllantor atlanticus is een straalvinnige vissensoort uit de familie van zeepalingen (Congridae). De wetenschappelijke naam van de soort is voor het eerst geldig gepubliceerd in 2006 door Karmovskaya.